# Provincia di Aosta
La provincia di Aosta (province d'Aoste in francese) è stata una provincia italiana del Piemonte, esistita dal 1927 al 1945. Nel 1946 la parte che formava il territorio storico della Valle d'Aosta fu trasformata nella Circoscrizione autonoma Valle d'Aosta, che con l'entrata in vigore della Costituzione nel 1948 assunse il nome di Regione Autonoma Valle d'Aosta.

## Storia
La provincia di Aosta fu costituita con il regio decreto n. 1 del 2 gennaio 1927, con il quale si riformarono numerose circoscrizioni provinciali. La nuova provincia comprendeva i comuni dei soppressi circondari di Aosta e di Ivrea, già appartenenti alla provincia di Torino. Tale decisione suscitò ben presto un grande malcontento nella popolazione canavesana, che considerò sempre un grave affronto del regime alla propria "italianità" l'essere inglobata in una provincia "artificiale" e "franciosante" con, per giunta, capoluogo Aosta. È tuttavia da notarsi che tale estensione corrispondeva a quella dei due precedenti storici dell'ente, la divisione di Aosta del Regno di Sardegna e il dipartimento della Dora di età napoleonica, entrambi di breve durata. La divisione di Aosta comprendeva peraltro il territorio storico del Ducato di Aosta, senza comprendere Ivrea e i comuni canavesani oltre Pont-Saint-Martin.
Essendo stata creata in epoca fascista, la provincia di Aosta non ebbe mai un Consiglio provinciale, né vi si tennero mai elezioni. L'amministrazione provinciale era retta da una diarchia, composta da un lato dal prefetto cui facevano capo le funzioni decentrate statali, e dall'altro lato dal preside che si occupava dell'ente provinciale in sé. Questo dualismo fu visto da Benito Mussolini come uno dei motivi della crisi del regime, tanto che durante la Repubblica Sociale decise di superarlo innalzando il prefetto alla carica suprema di Capo della Provincia. Nella primavera del 1945 la provincia cadde sotto l'occupazione della Francia, che non fece mistero dei suoi progetti annessionistici. Per sbloccare la situazione intervenne personalmente il presidente statunitense Harry Truman che ordinò perentoriamente il ritiro al generale De Gaulle, mentre a Roma la soppressione della Provincia di Aosta, la creazione della "circoscrizione autonoma Valle d'Aosta", la soppressione della Prefettura le cui competenze passarono al Presidente della Valle d'Aosta, fu decisa dal decreto legislativo luogotenenziale 7 settembre 1945 n. 545. Tale legge fu sottoposta alla clausola sospensiva del termine dell'AMGOT e del ritorno sotto la piena sovranità italiana, condizione che si verificò allo scoccare della mezzanotte del 31 dicembre dello stesso anno.
La "circoscrizione autonoma Valle d'Aosta", che comprendeva esclusivamente il territorio dell'antico Duché d'Aoste e i suoi 73 comuni valdostani storici (oggi 74, con la formazione del Comune di Gaby nel dopoguerra) e assumeva le funzioni provinciali in quanto non incompatibili col dettato dell'autonomia, con legge costituzionale 26 febbraio 1948 n. 4 divenne regione autonoma a statuto speciale.

### Simboli

Gonfalone

Lo stemma era stato concesso con regio decreto del 23 febbraio 1928 e riuniva le armi dei capoluoghi dei due ex-circondari; quello di Aosta era privo del capo di Savoia.
Il gonfalone, concesso con R.D. del 19 ottobre 1933, era un drappo di azzurro. La bandiera era un drappo rettangolare partito di nero e di rosso.